# Acritopappus catolesensis
Acritopappus catolesensis là một loài thực vật có hoa trong họ Cúc. Loài này được D.J.N.Hind & Bautista mô tả khoa học đầu tiên năm 2000.